# (6054) Ghiberti
(6054) Ghiberti (4019 P-L) – planetoida z pasa głównego asteroid okrążająca Słońce w ciągu 3,75 lat w średniej odległości 2,41 j.a. Odkryta 24 września 1960 roku.